# Holding the Man
Holding the Man è un film del 2015 diretto da Neil Armfield, basato sull'omonimo libro di memorie di Timothy Conigrave.
Il film racconta, nell'arco di quindici anni, la vera storia d'amore tra John Caleo e Timothy Conigrave, raccontata nell'omonimo libro autobiografico. Il libro ha anche ispirato un'opera teatrale di successo in Australia, scritta nel 2006 da Tommy Murphy, autore anche della sceneggiatura del film.

## Trama
Nel 1976, l'aspirante attore Timothy Conigrave frequenta lo Xavier College di Melbourne, un istituto privato cattolico, dove conosce John Caleo, promettente giocatore di Football australiano. Tra i due nasce una forte attrazione che li porta a vivere un legame profondo, che genera scandalo tra i loro compagni di scuola, i loro insegnanti e le rispettive famiglie. Tra alti e bassi, la loro storia d'amore durerà per oltre quindici anni, fino agli anni Ottanta quando entrambi scopriranno di essere sieropositivi. I due innamorati rimarranno legati anche nella malattia, fino alla morte di John, avvenuta nel 1992.

## Produzione
Le riprese si sono tenute principalmente a Melbourne, alcune scene sono state girate a Sydney e nell'isola di Lipari. Le riprese hanno avuto una pausa di sette settimane per permettere all'attore Craig Stott di perdere peso, per mostrare i segni della malattia del suo personaggio.

## Distribuzione
Il film è stato presentato in anteprima al Sydney Film Festival, il 14 giugno 2015, e successivamente al Melbourne International Film Festival. Verrà distribuito nelle sale cinematografiche australiane il 27 agosto 2015.

## Colonna sonora
La colonna sonora del film è stata pubblicata il 21 agosto 2015.
1. Sydney Philharmonia Motet Choir, Sydney Philharmonia Orchestra, Antony Walker - Antonio Vivaldi - Gloria In D Major, Rv589: I. Gloria In Excelsis Deo
2. T. Rex - 20th Century Boy
3. Roger Hodgson - Dreamer
4. Dragon - This Time
5. Masters Apprentices - Because I Love You
6. Bronski Beat - I Feel Love
7. Dave Mason - Quasimodo's Dream
8. Pete Shelley - Homosapien (Dub Mix)
9. Blue Öyster Cult - Don't Fear The Reaper
10. Kaarin Fairfax and The Wikimen - Too Far Gone
11. Rufus Wainwright - Forever And A Year
12. Luca Crothers And The Sydney Chamber Choir - In The Bleak Midwinter
13. Bryan Ferry - Let's Stick Together
14. Rockmelons - Love's Gonna Bring You Home
15. Alan John - A Pair Of Star-Cross'd Lovers
16. Alan John - The Streak
17. Alan John - Floating Free/Christmas Angels
18. Phil Slater, Jackson Harrison, Brett Hirst, Toby Hall - The Secret's Out
19. Alan John - Bob's Descent Into Hell

## Riconoscimenti
- 2015/II - AACTA Award
  - Candidatura al miglior film
  - Candidatura al miglior regista a Neil Armfield
  - Candidatura al miglior attore a Ryan Corr
  - Candidatura al miglior attore non protagonista a Anthony LaPaglia
  - Candidatura al miglior montaggio a Dany Cooper
  - Candidatura alla miglior sceneggiatura non originale a Tommy Murphy
- 2016 - Torino Gay & Lesbian Film Festival
  - Concorso lungometraggi - Menzione speciale della giuria